# Marien
Marien, een bijvoeglijk naamwoord afgeleid van het Latijnse mare, zee, is een term uit de geologie en de biologie. 

## Geologie
In de geologie zijn mariene afzettingsmilieus de plekken in zee waar sediment wordt afgezet. Mariene milieus variëren van zeer ondiep marien (het littoraal, zoals kusten, zandbanken en getijdezones) tot de diepere continentale helling en de oceaanbodem (het abyssaal). Een voorbeeld van diep mariene afzettingen zijn turbidieten. Niet-mariene omstandigheden worden continentaal of terrestrisch genoemd.
Marien kan ook betekenen dat een sediment, structuur of gesteente in zee ontstaan is. Men spreekt dan van mariene facies. Het tegengestelde van een mariene facies is een terrigene facies: dat zijn sedimenten met een oorsprong op het land.

## Biologie en ecologie
De mariene biologie bestudeert mariene, in zee levende organismen en levensgemeenschappen. Mariene ecologen bestuderen de wisselwerking tussen levende en levenloze natuur in zee. Verticaal wordt het mariene leefmilieu verdeeld in een diep mariene of benthische zone, nabij de oceaanbodem, en een ondiep mariene of pelagische zone, die de vrije waterkolom daarboven omvat.